# 伊迪丝·卡维尔

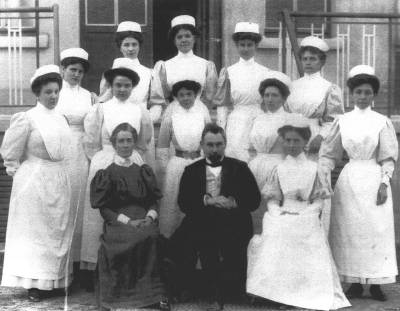
伊迪丝·卡维尔(前左)、安托万·德佩奇(中)和于克勒内科和外科研究所的护士们。

伊迪丝·路易莎·卡维尔（英語：Edith Louisa Cavell，/ˈkævəl/；1865年12月4日—1915年10月12日），英国护士，因平等地救治交战双方的伤兵而闻名，一战中曾帮助约200名协约国士兵逃离被德国占领的比利时而被警方抓捕。随后被军事法庭判犯叛国罪，并处以死刑。尽管国际社会进行了人道干预，但还是被德国行刑队枪杀。对她的處決引起了全世界舆论的广泛报道和一致的谴责。
她最著名的话就是：“爱国主义是不够的”，强烈的英国国教信仰促使她帮助所有那些需要帮助的人，无论是德国或是协约国的士兵。报导引述她的话说：“当生命需要挽救时，我就不能停下来”。10月12日被英国圣公会定为她的纪念日，虽然这不是传统意义上的“圣人节”。
当伊迪丝·卡维尔在49岁被杀害时，就已是比利时著名的现代护理先驱了。

## 早期生活及事业

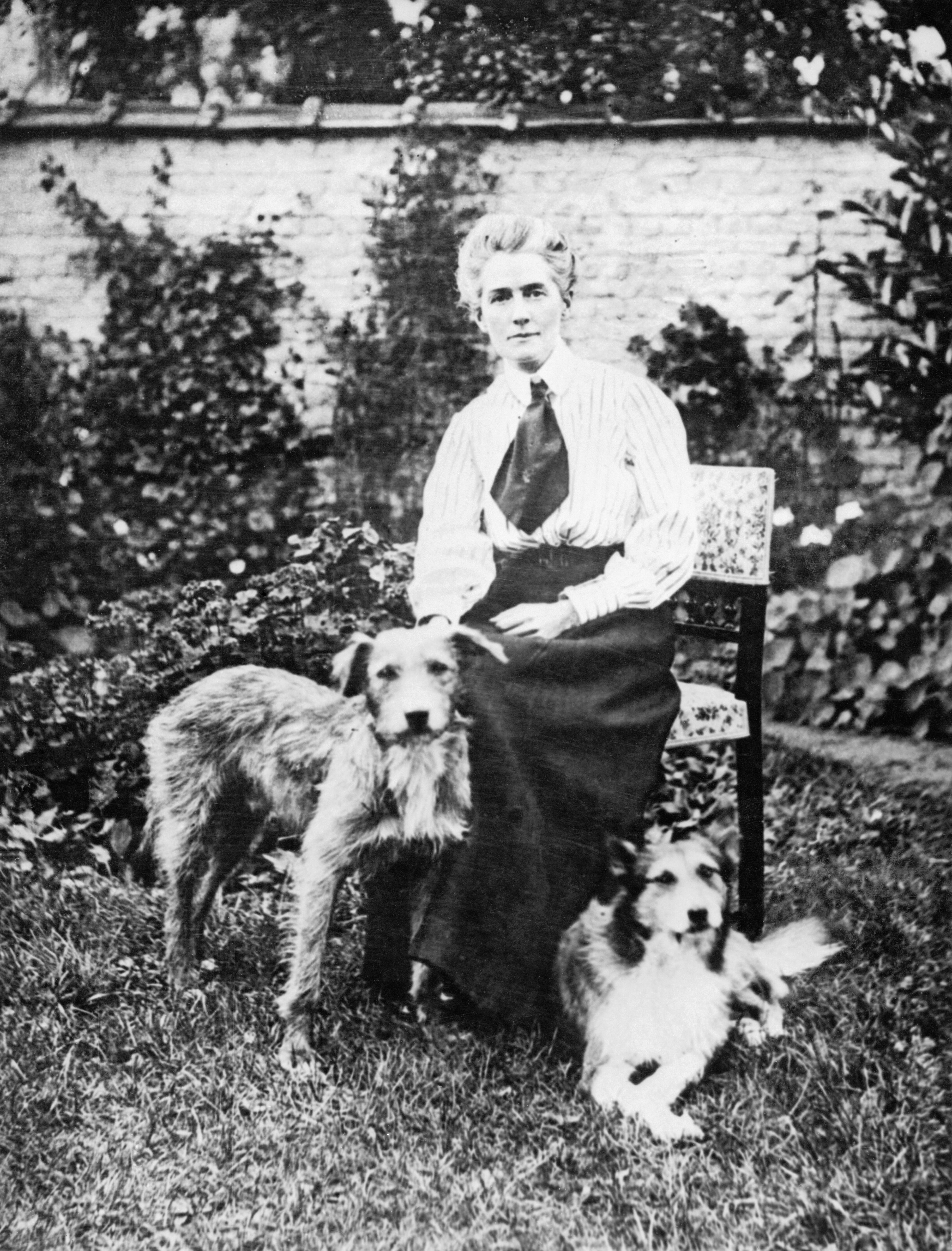
一战爆发前卡维尔与她的两只狗在布鲁塞尔某花园中

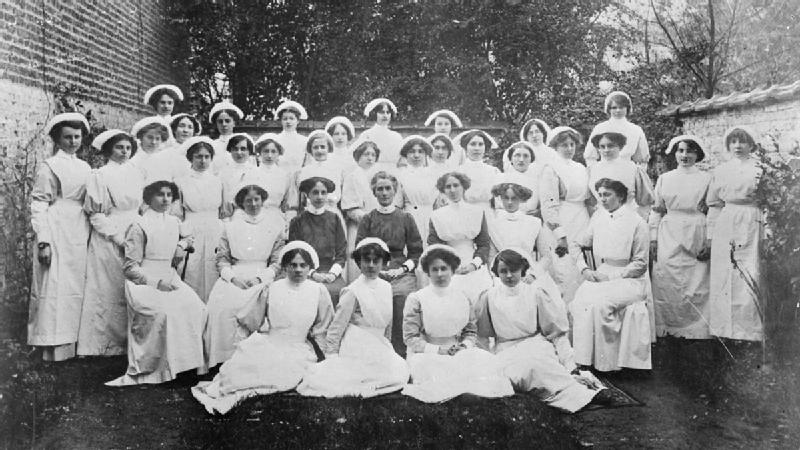
卡维尔(坐中间)与她在布鲁塞尔所培训的一群各国护士

1865年12月4日，伊迪丝·卡维尔出生在诺维奇市附近的斯沃兹顿镇，是弗雷德里克（Frederick）牧师与索菲亚·路易莎·卡维尔（Louisa Sophia Cavell）四个孩子中的长女，她父亲曾在当地做了45年的牧师。由于家庭收入微薄，从小就承担起责任。曾当过一段时间的家庭保姆（包括1890年至1895年在布鲁塞尔一户家庭中），后在皇家伦敦医院护士长伊娃·卢克斯手下接受了护理培训，先后在索迪治疗养院等英国多所医院工作过。1907年卡维尔受安托万·德帕日医生所聘，到比利时布鲁塞尔伊克塞尔文化街（Rue de la Culture）新成立的“比利时高级护理学校”（或贝肯达医学院）担任护士长。到1910年，卡维尔女士认为护理专业在比利时已有了相当的基础，具备了出版专业杂志的条件，因此推出了《护理》杂志。一年后，她已成为比利时3家医院、24所学校和13所幼儿园的护理培训师。
第一次世界大战爆发后，她前住东英格兰诺福克郡探望寡居的母亲，当她回到布鲁塞尔后，她所在的诊所及护理学校已被红十字会接管。

## 一战和死刑判决
1914年11月，德国占领布鲁塞尔后，卡维尔开始掩护英军士兵从被占领的比利时潜逃到中立的荷兰，隐藏英法伤兵和逃避德军兵役的比利时和法国平民，提供雷吉纳尔德·德·克罗伊（Réginald de Croÿ）王子在贝利尼城堡签发的假证件。在那里，他们通过不同的途径被带到卡维尔、路易-塞弗兰·阿莱等人在布鲁塞尔的住处，向他们提供到荷兰边境的路费和菲利普·鲍克找来的向导。卡维尔这些活动已然触犯了德国军法，德国当局对她的疑心已越来越重。
1915年8月3日卡维尔因遭加斯东·吉安（Gaston Quien，此人后来被法国法院以通敌者定罪）出卖而被捕入狱，指控罪名是窝藏协约国士兵。她被关进圣吉勒斯监狱十周，在监禁的前二周中，德国警察分别于8月8日、18日和22日对她进行了三次审讯，她承认帮助过约60名英军和15名法军士兵以及大约100名法国和比利时应征人员逃往边境，并曾将他们中的大部分人隐藏中自己的家中。
军事法庭指控她，除比利时青年外，还协助英法士兵穿越边境进入英国。在庭审的前一天她签署了一项声明，承认了自己的罪状。卡维尔宣称那些得到过她帮助而脱身的士兵，在安全抵达英国后还写信来感谢她。这种坦言证实了卡维尔曾经帮助士兵逃住荷兰边境，但也确认了她帮助他们逃往一个正在与德国交战的国家。
依据德国军法，该罪行将被判死刑。德国军法第58条规定：“任何意图帮助敌国、或对德军或联军造成危害的、或犯德国刑法第90条所列举罪行之一的，一律按叛国罪处死”。本案涉及上述所提90条中所包含的“护送敌国士兵”。此外，根据德国法律第160条，该刑罚在战争期间，同样适用于外国人。

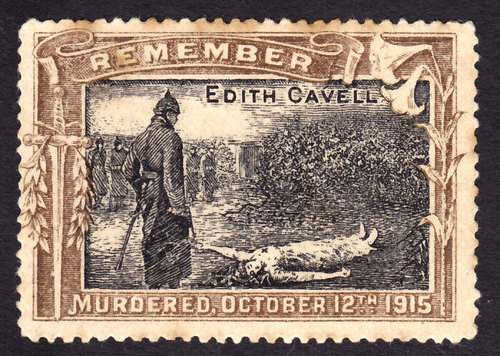
卡维尔去世后不久发行的宣传邮票.

《日內瓦第一公約》通常确保了对医务人员的安全保护，但这种保护一旦用来掩护任何交战行为，其保护性将丧失。这一条体现在当时所执行的1906年版公约第7款中。德国当局只是基于德国法律和国家利益在起诉时加以了利用。
英国政府无法为她做出任何帮助。外交和联邦事务部的霍勒斯·罗兰（Horace Rowland）先生表示：“恐怕只能靠卡维尔女士自己去努力了，我们恐怕无能为力”。主管外交事务的副秘书长罗伯特·塞西尔勋爵说，“我们做的任何表示”，他认为“对她而言都是弊大于利”。美国尽管没有加入这场战争，但从中立的立场施加了外交压力。美国驻布鲁塞尔使馆一等秘书休·西蒙斯·吉布森向德国政府明确表示，处死卡维尔将进一步损害德国已经受损的声誉。后来，他曾写道：
我们记得鲁汶的被焚和卢西塔尼亚号的沉没，同时告诉他（指德国行政长官弗里茨·冯·德尔·兰肯），这件谋杀案将与上两起事件一起，将引起所有文明国家的恐惧和厌恶。哈拉齐伯爵在此事及所说的宁可让卑微的士兵受伤，也要看到卡维尔女士被枪毙，他唯一的遗憾就是还未“射杀过三至四名英国老妇”等无稽之谈已让他声名扫地。
弗里茨·冯德兰肯男爵曾公开表示过，鉴于卡维尔的坦诚以及挽救过如此多的交战双方战士性命，她理应得到宽恕。然而，布鲁塞尔总督特劳戈特·冯·绍贝尔茨威格将军却下令“在国家利益下”，巴克和卡维尔的死刑应被立即执行，阻止了上级部门考虑宽大的机会。布鲁塞尔律师萨迪·基尔申(Sadi Kirschen)为卡维尔进行了辩护。在被审判的27人中，卡维尔、巴克（一位30多岁的建筑师）、路易丝·蒂利耶、塞弗兰和让娜·德·贝尔维尔伯爵夫人（Jeanne de Belleville）等5人被判死刑，在5名死刑者中，只有卡维尔和巴克被枪决，其他三个人则獲判缓刑。
许多受误导的人相信，卡维尔并非由于间谍活动，而是因叛国而被捕。她可能已被英国秘密情报局招募，转而离开间谍工作是为了帮助协约国士兵逃跑，虽然这一说法并没得到普遍认可。
羁押期间，审讯卡维尔用的是法语，但会话记录却是德语。这就给了审问者曲解她答词的可能。尽管如此，但她并没有试图为自己作辩护。经德国军政府首长批准，为卡维尔提供了一位辩护人。而卡维尔的助手伊丽莎白·威尔金斯(Elizabeth Wilkins)原先为她挑选的律师遭德国军政府拒绝。
在执行死刑的前一天晚上，她告诉获准看望并给她圣餐的英国圣公会的斯特林·加恩（Stirling Gahan）牧师，“爱国主义是不够的，我不会仇恨和抱怨任何人”。这段话后来被镌刻在英国伦敦圣马丁广场（St Martin's Place）她的雕像上，靠近特拉法加廣場。她与德国路德会监狱牧师保罗·勒·修拉最后的谈话被记录下来：“请加恩神父转告我的亲人，我相信我的灵魂会得到安息，我很乐意为国而死”。
美国驻比利时大使布兰德·惠特洛克在病榻上代表卡维尔给比利时总督莫里茨·冯·比辛发去了一份正式照会。休·西蒙斯.吉布森、大使馆法律顾问梅特·勒瓦尔（Maitre G. de Leval）和西班牙大使罗德里戈·萨维德拉·文森特连夜组成了一支呼吁宽容或至少推迟执法的午夜代表团，但最终与事无补。1915年10月11日，冯·德尔·兰肯男爵批准了死刑执行令。十六名军人组成两支行刑队，10月12日上午7点，在斯哈尔贝克国家射击场对她和四名比利时男子执行了枪决。有关卡维尔的死刑执行过程有多种说法，但据在卡维尔生命最后几小时内一直陪伴她的勒·修拉牧师的目击记述，八名士兵朝卡维尔开枪，另外八人则执行了巴克的死刑。
遵照西班牙大使的指示，比利时妇女立刻在圣吉勒斯监狱旁掩埋了她的遗体。一战后，她的遗体被运回英国威斯敏斯特教堂举行国葬，然后转送至诺维奇，长眠在生命的绿色中。

## 一战中的宣传作用

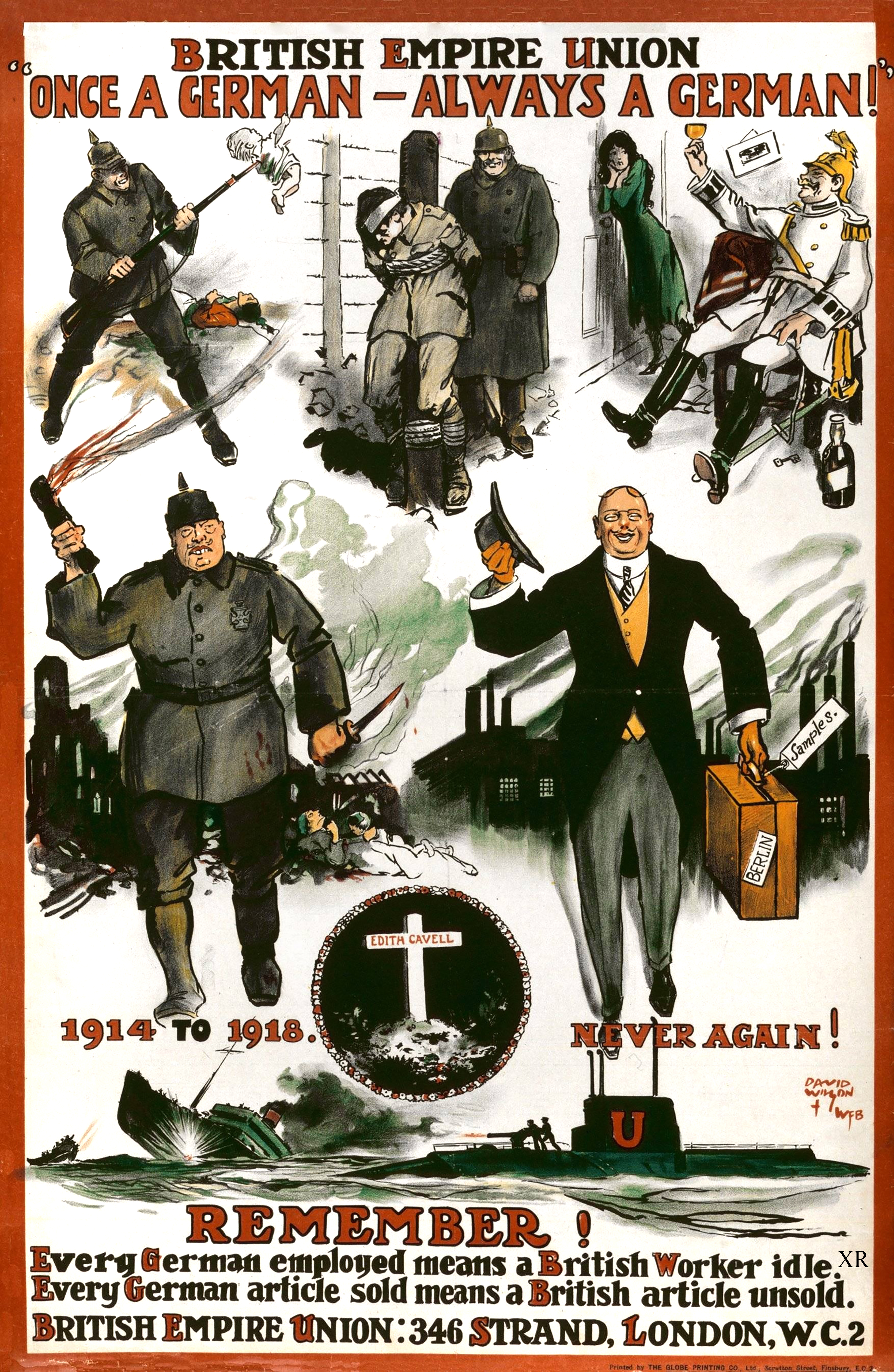
一战期间不列颠帝国联邦反德海报，其中有伊迪丝·卡维尔的坟墓

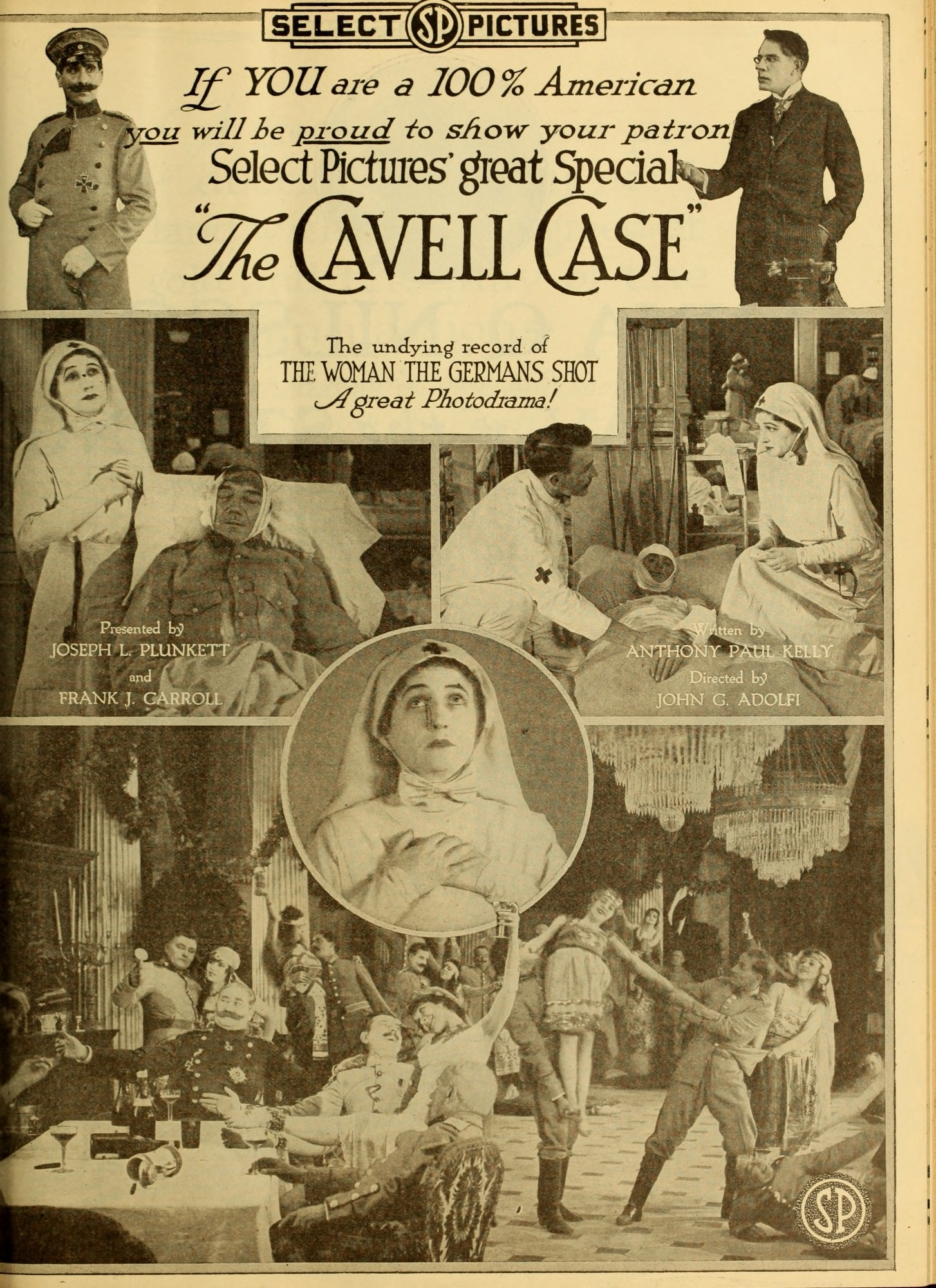
卡维尔案 (1919年), 一部有关伊迪丝·卡维尔的美国电影.

在卡维尔死后的几年间，涌现了无数宣传她故事的报刊文章、小册子、图片及书籍。她成为了英国军队征兵的一个宣传标志，并帮助提升了协约国在美国人心目中的形象地位。由于她的性别、她的职业以及面对死亡时的壮烈气概，使她成为了一名大众人物。她的被害，也充分揭露了德国的野蛮行为和道德堕落。
后来发现在卡维尔被枪杀不久后所报道的新闻中，仅部分内容属实。甚至美国《护理杂志》多次描写的卡维尔在被执行死刑前，因拒绝在行刑队面前蒙上眼罩而昏厥摔倒的情节也为虚构。据称，在她不省人事之时，德国指挥官用一把左轮手枪开枪将她打死，许多诸如此类的情节，曾极大地激起了国际社会的公愤和普遍的反德情绪。
随着比利时的被侵占以及卢西塔尼亚号的沉没，英国战时宣传部-威林顿馆在英国和北美对卡维尔的被杀进行了更加广泛的宣传。
由于英国政府决定利用卡维尔的故事进行宣传，她成为了英国在一战中最突出的女性受害者。英雄的感召和暴行故事的结合，创作出了英国在一战期间最成功的宣传案例之一，也成为战后持久反德情绪的主要因素。

## 德国的回应
与世界其它国家不同，德国政府认为在卡维尔一案上他们已经采取了公平的做法。德国主管外交事务的副部长阿尔弗雷德·齐默尔曼博士在一封代表德国政府向新闻界发表的声明信中说：
确实很遗憾，卡维尔女士必须被处死，但这是必要的。她已受到公正的审判...处死一名妇女无疑是一件可怕的事情；但考虑到对一个国家的影响，特别是在战争期间，如果不这样做，那些针对军事安全所犯下的罪行就可因是女性所为而逍遥法外。
在德国人看来，这是负责人遵循德国法律职责所决定的，无需顾及全世界的谴责。如果他们释放了卡维尔，将会激起更多的女性来参与反德行动，因为她们知道不会受到严厉的惩罚。他们的法律不分性别，唯一的例外就是，按惯例女性只有在一个“纤弱”（可能是指“怀孕”）的状况下才不被执行死刑。
德国政府还认为，所有被定罪的人都完全明白自己行为的性质，法院特别重视这一点，有几名被告就是在是否清楚自己所犯罪行上存在疑点而被释放。另一方面，死刑犯者完全清楚自己在做什么以及所犯罪行会受到的惩罚，因为“许多公告明确指出：协助敌方军队将被判处死刑”。

## 二种形象的伊迪丝·卡维尔
一战以前，卡维尔在护理界以外尚不太出名。这也能让英国在对她的政治宣传中可抛弃所有不利的事实，包括卡维尔在受审期间供出连累他人情报的迹象，造就出了两种不同的形象。1915年11月，英国外交部曾就卡维尔供词中所牵涉的其他人发表过一份拒绝声明。
常见的卡维尔形象之一：一名被无情和可耻敌人杀害的无辜者。这一形象将她描绘成一名无辜的间谍，被大量地应用在英国各式宣传物中，如：战时明信片和报纸插图。英国媒体将她的故事当作一种激发战场斗志的手段。这些形象暗示，为中止敌人对英国无辜妇女的屠杀，男人必须立即参军。
卡维尔的第二种形象被描绘成一战中一名严肃、缄默、勇敢，将一生奉献于护理和挽救他人生命的爱国妇女。该形象多见于许多红十字会护士个人经历传记的插图中。德国军队牧师勒·修拉神甫在回忆起她被枪决时说：“我不相信卡维尔女士想成为一名烈士......但她已准备为国而死...卡维尔女士是一名非常勇敢的女性和虔诚的基督徒”。在另一段来自英国圣公会的情节中，加恩牧师记得卡维尔说过“我不会害怕或退缩；对于死亡我并不陌生，它不会让我害怕！”，这一段话，突出地彰显了她是一名坚忍的杰出女性，也给她带来了比同样情况下的男人更高的声望。

## 纪念

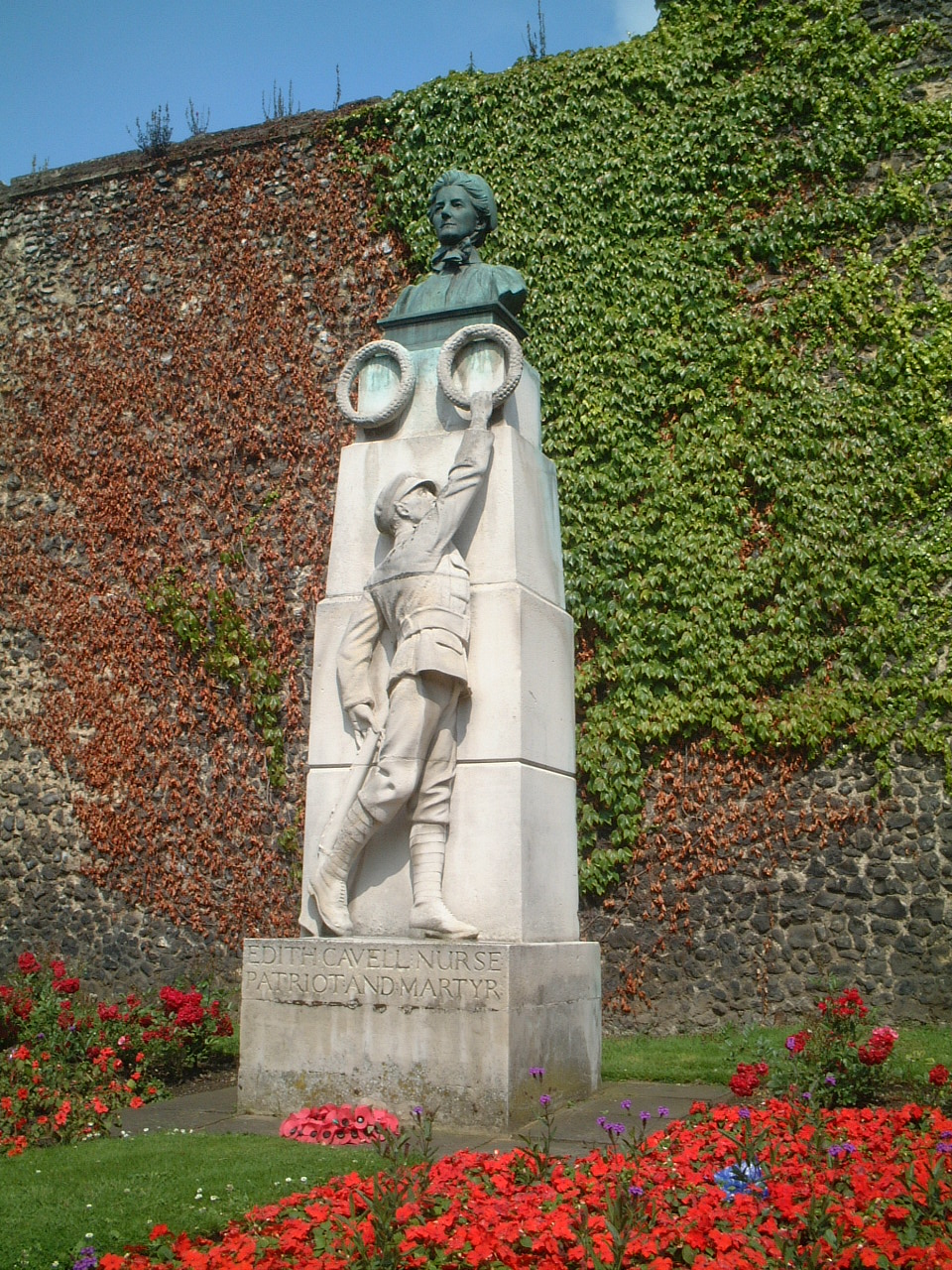
诺威治大教堂外的卡维尔纪念碑.
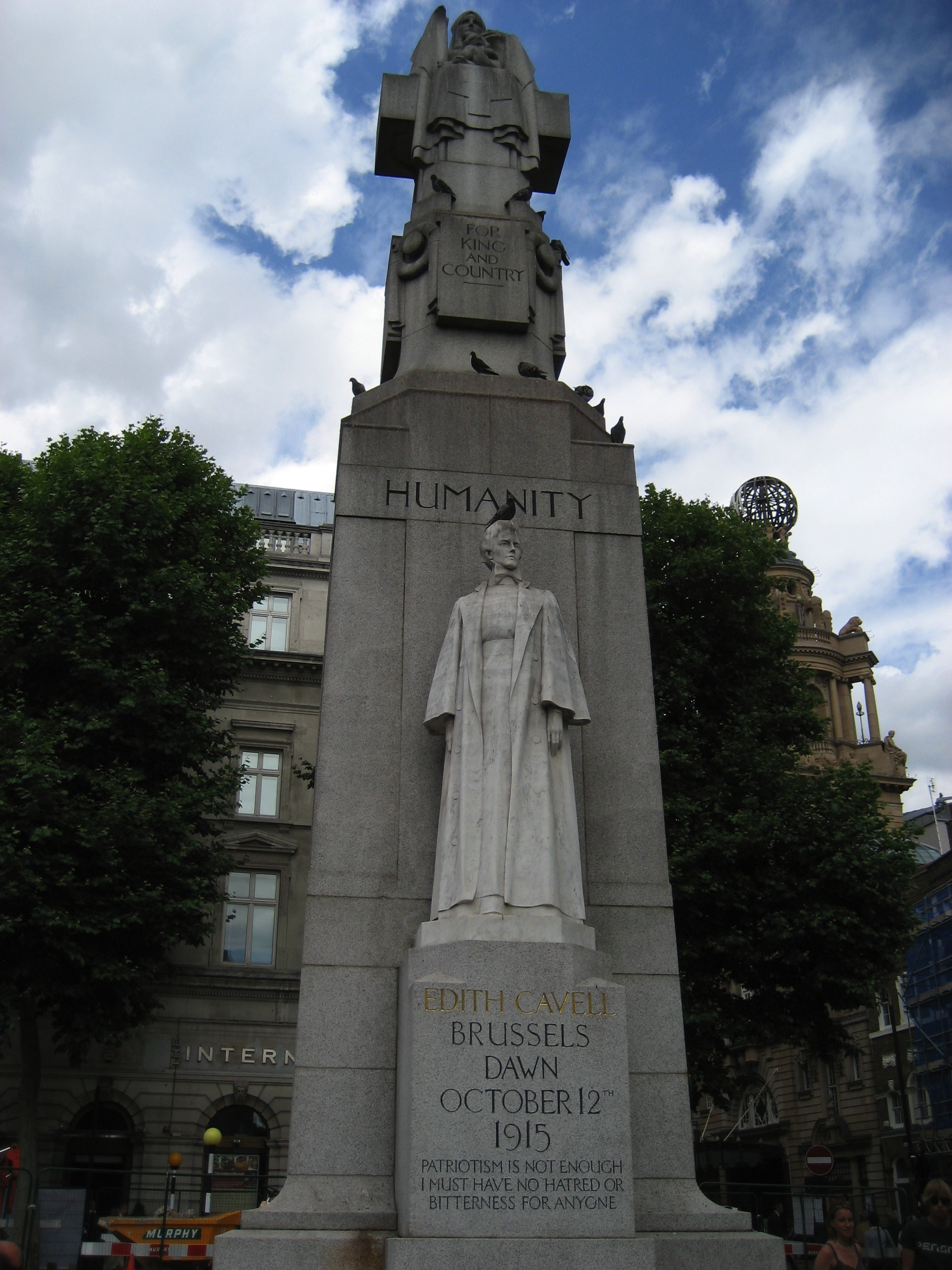
伦敦马丁广场上的卡维尔雕像
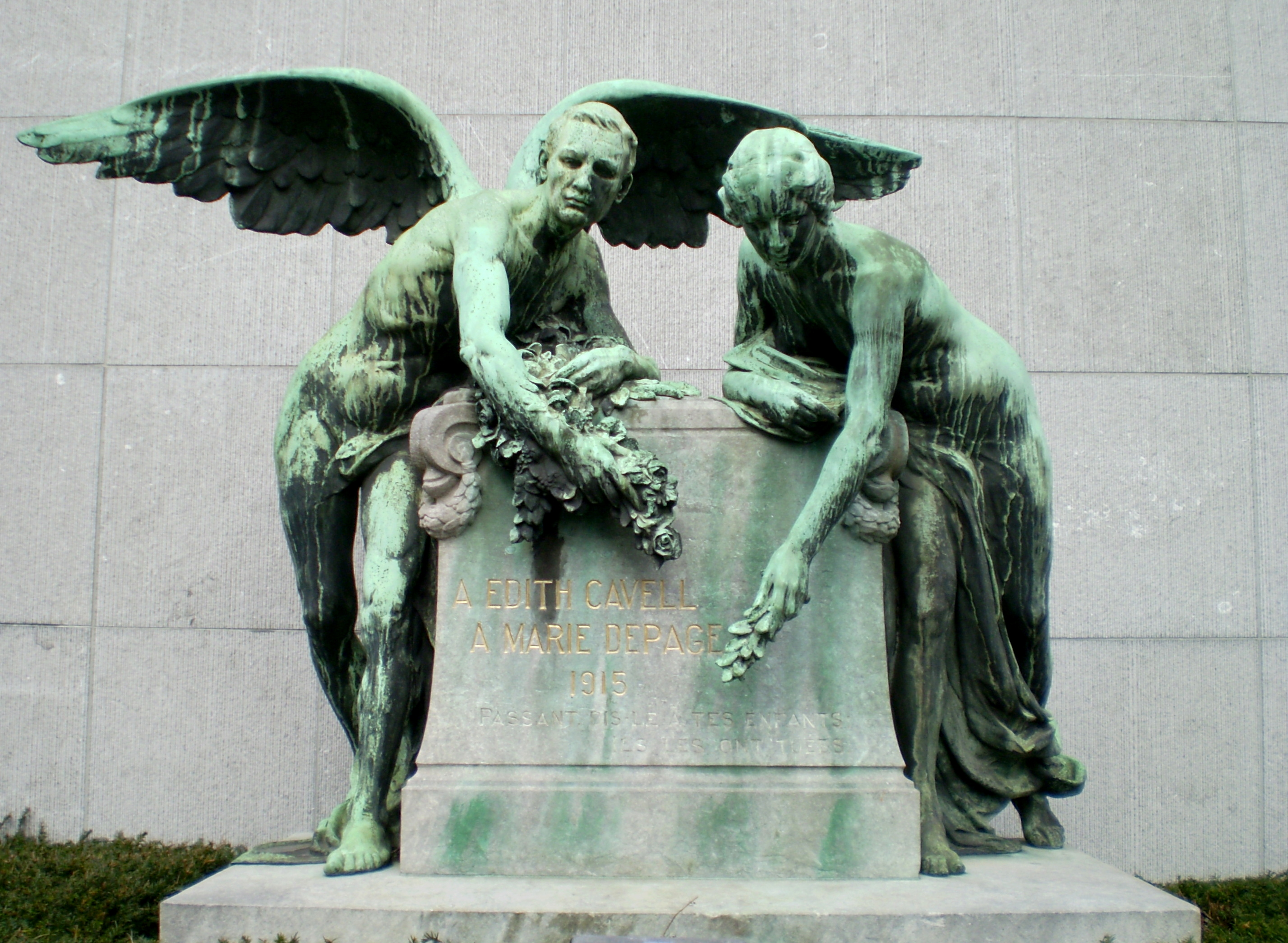
布鲁塞尔伊迪丝·卡维尔和玛丽·德佩奇（法语：Marie Depage）纪念碑, 1920年
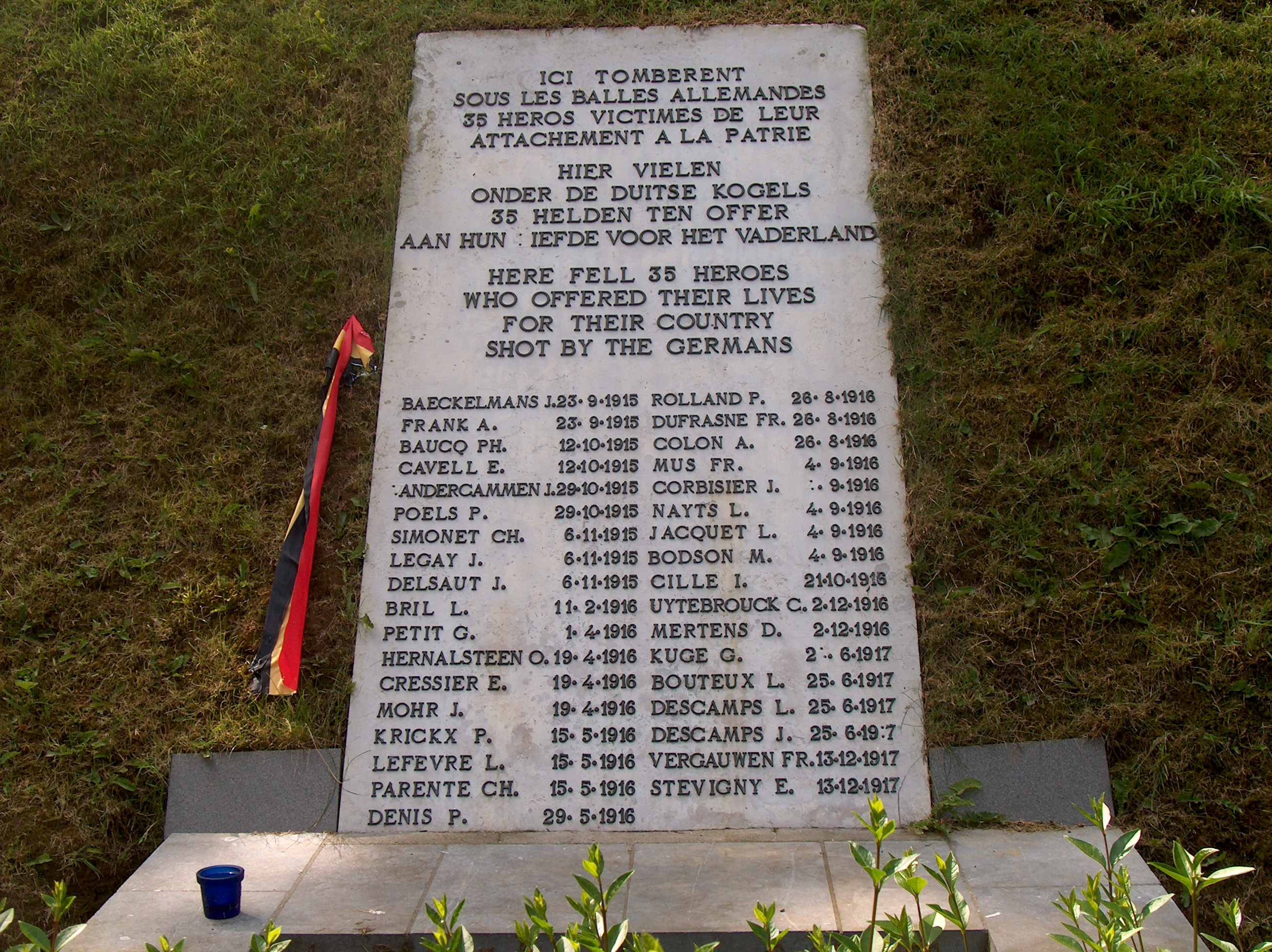
斯哈尔贝克布尔格上校街上的战争纪念碑, 上面刻有卡维尔的名字.
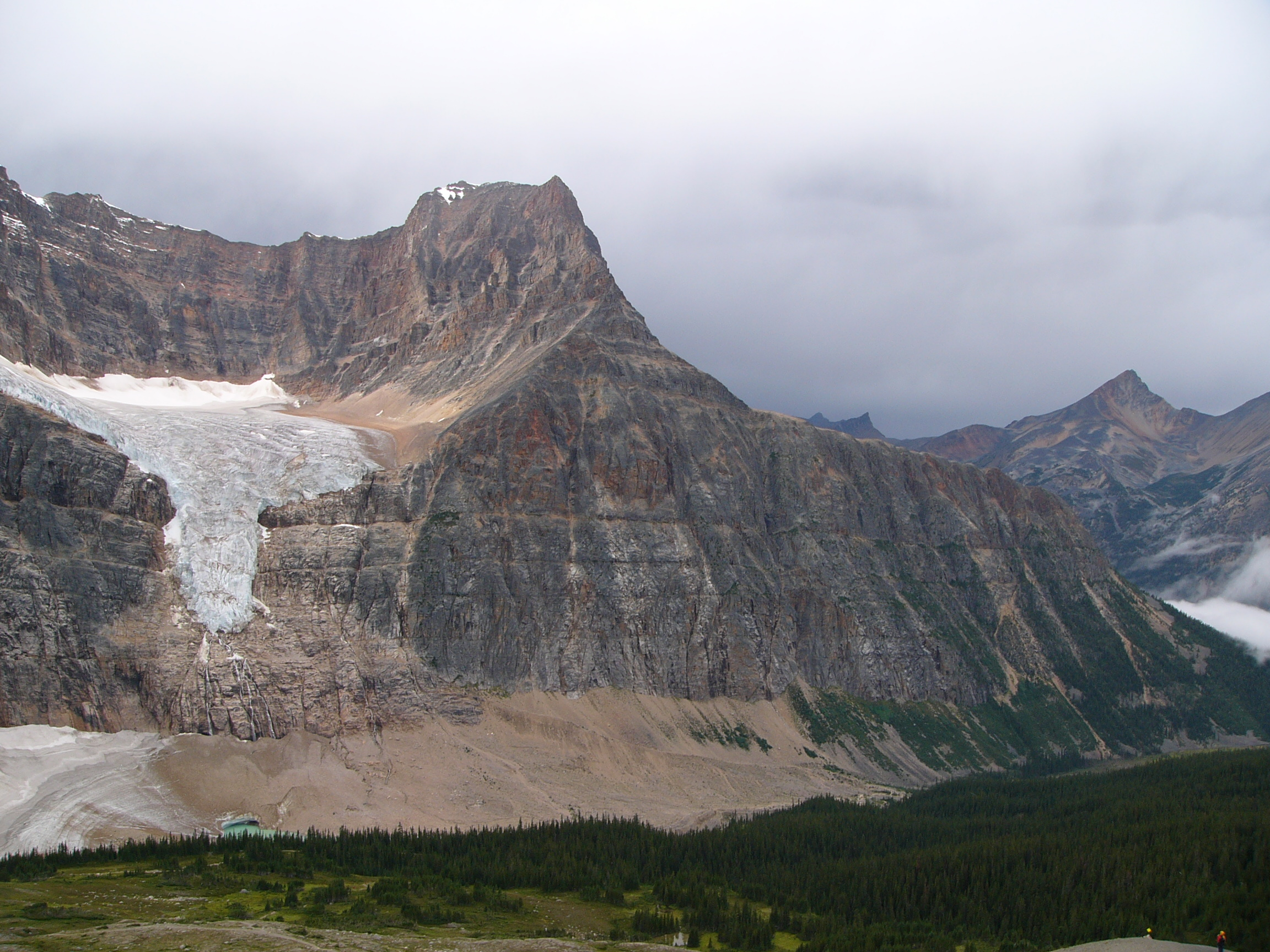
位于贾斯珀国家公园中的伊迪丝·卡维尔山和天使冰川
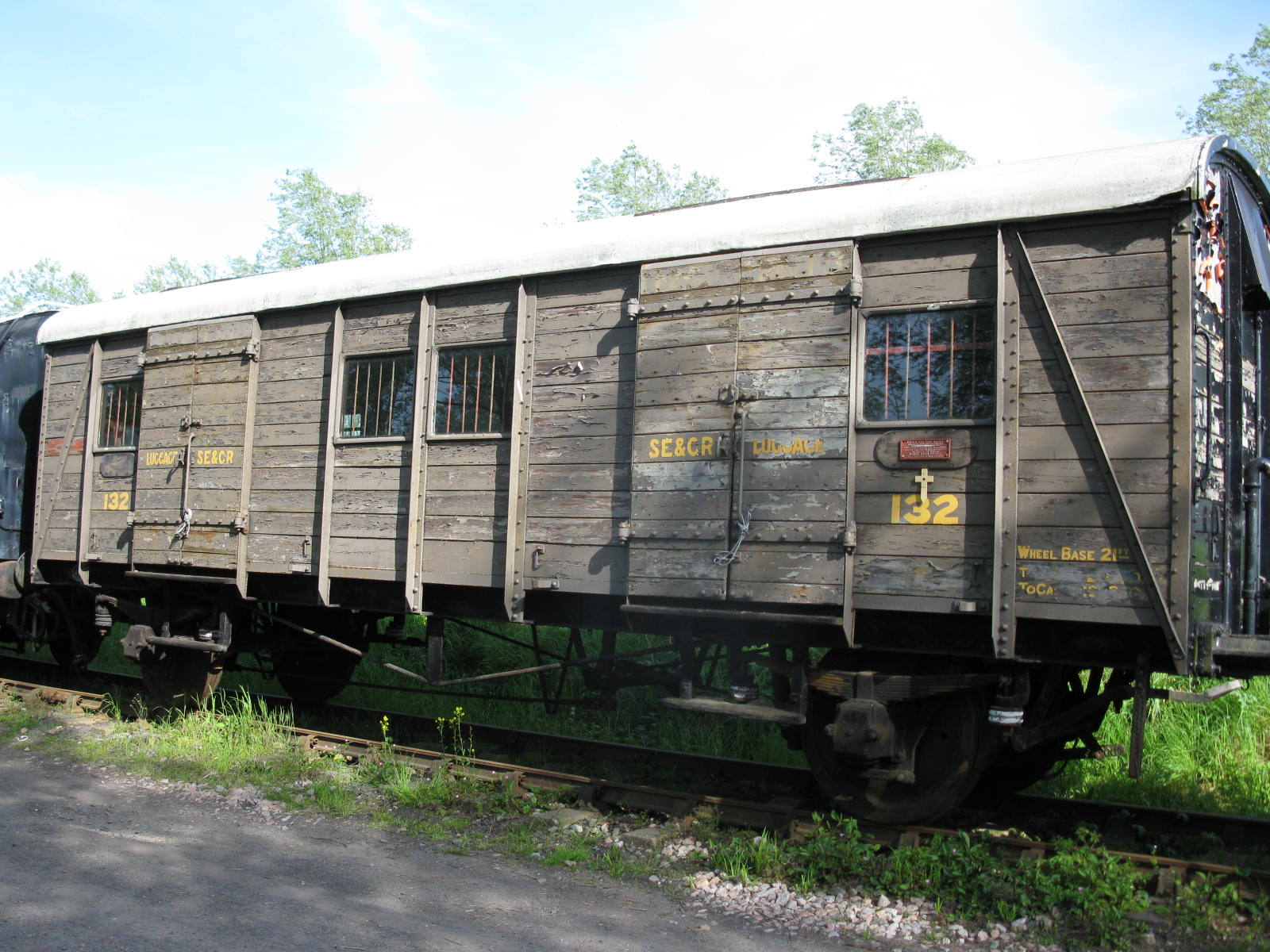
在多佛和伦敦间运送伊迪丝·卡维尔遗体的车厢
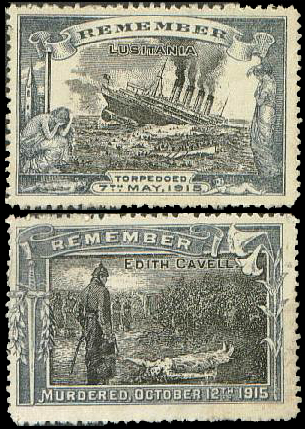
纪念卢西塔尼亚号被击沉和伊迪丝·卡维尔被枪杀的邮票
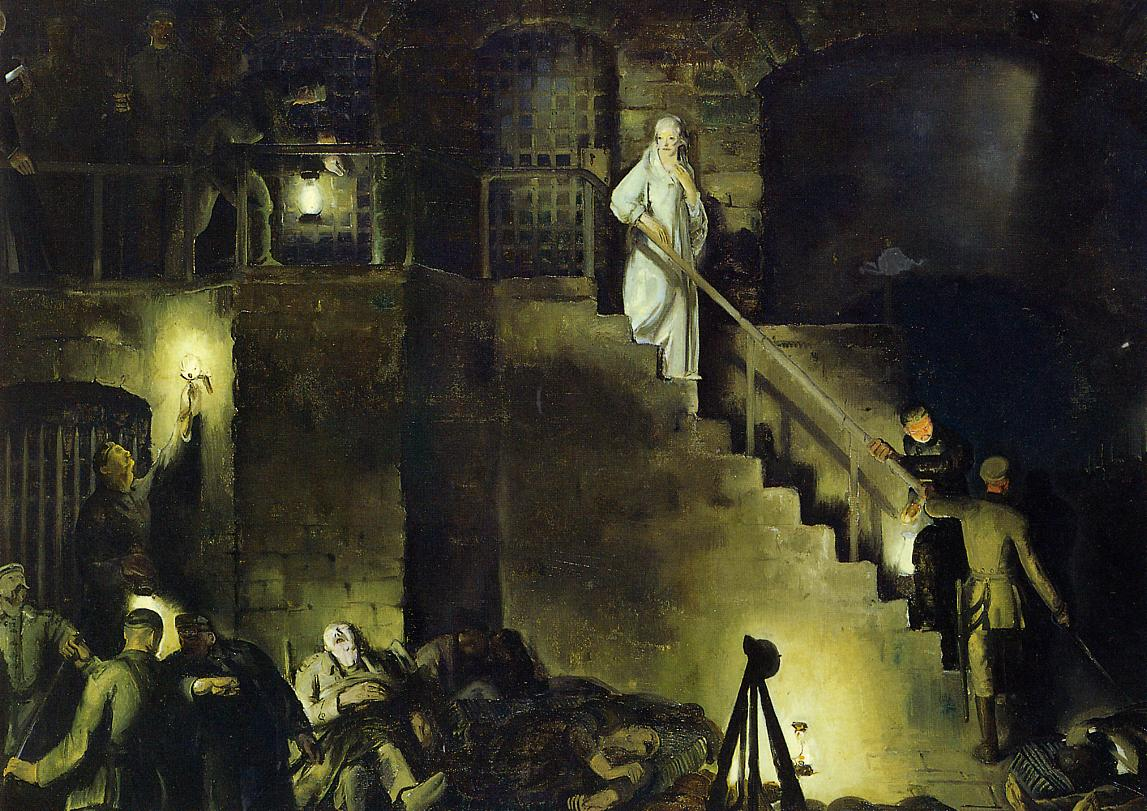
乔治·韦斯利·伯罗斯的绘画《伊迪丝·卡维尔》(1918年)

## 墓葬和纪念

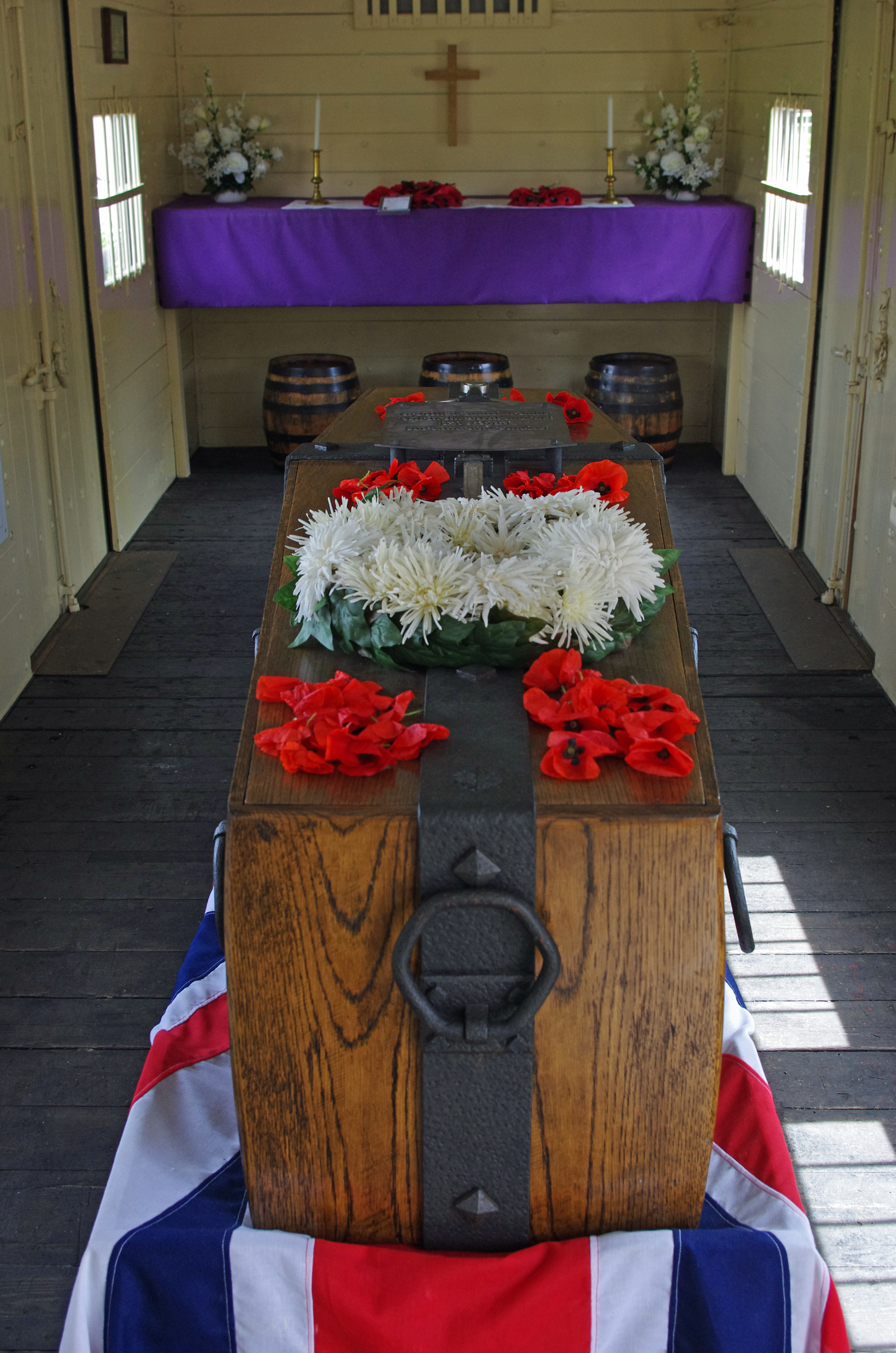
位于博迪恩火车站的卡维尔车厢

战后，卡维尔的遗体被运回英国，并在威斯敏斯特教堂举行了国葬。1919年5月19日，她的遗体被重新安葬在诺威治大教堂东侧；每年十月仍举行纪念活动。从多佛运送她到伦敦的铁路货厢作为纪念保留在肯特至东萨塞克斯郡的铁路上，日常在博迪恩火车站对外开放参观。
随着卡维尔的去世，世界各地设立了很多怀念她的纪念馆，其中第一个出现的是1918年由亚历山德拉王后在靠近诺威治大教堂庭园附近兴建的护士之家，上面刻有她的名字。
在英国教会指定每年的10月12日为伊迪丝·卡维尔纪念日，这是对她荣誉的纪念，但未對其進行正式册封。
其他荣誉包括：

### 纪念碑
- 英国大曼彻斯特都会区索尔福德市圣三一教堂庭院中的战争纪念碑；
- 澳大利亚墨尔本国王公园（英语：Kings Domain）中的一座大理石纪念像；
- 英国诺威治大教堂外亨利·亨利·阿尔弗雷德·佩格拉姆（英语：Henry Alfred Pegram）树立的纪念碑；
- 英国彼得伯勒的彼得伯勒大教堂中的纪念碑；[28]
- 巴黎纪念石像，1940年阿道夫·希特勒到访巴黎时下令捣毁的二座雕像之一（另一座是夏尔·芒然的塑像）；[29][30]
- 加拿大雕塑家罗伯特·泰特·麦肯齐（英语：R. Tait McKenzie）在美国华盛顿特区西北1730东大街红十字会国家(美国)总部后花园中的石质纪念塑像；
- 英国伦敦特拉法加广场附近雕有卡维尔塑像的纪念碑，乔治·弗兰普顿（英语：George Frampton）创建于1920年；[31][32]
- 一块题词的战争纪念碑，上面刻有35位被德军在比利时布鲁塞尔斯哈尔贝克国家射击场枪决的牺牲者名字；
- 比利时布鲁塞尔，保罗·杜布瓦（英语：Paul Du Bois）创作的卡维尔和玛丽·德佩奇纪念碑。

### 以她的荣誉命名的医疗和护理机构、设施
- 埃塞克斯郡巴塞尔顿地区巴塞尔顿大学医院（英语：Basildon and Thurrock University Hospitals NHS Foundation Trust）中的一间病房；
- 澳大利亚昆士兰大学医学院中的一幢建筑物；
- 伦敦拱门区惠廷顿医院（英语：Whittington Hospital）中的一间病房；
- 伦敦哈克尼區哈默顿医院（英语：Homerton Hospital）的侧楼；
- 加拿大多伦多西区医院的侧楼；
- 加拿大安大略省贝尔维尔市昆特儿童康复中心的卡维尔大楼；
- 加拿大温哥华卡维尔花园护理院；1955年至2000年则是伊迪丝·卡维尔医院；
- 埃克塞特迪格比（英语：Digby, Devon）医院中的卡维尔病房；
- 加拿大亞伯達省萊斯布里奇的伊迪丝·卡维尔护理中心；[33]
- 新西兰基督城萨姆纳区（英语：Sumner, New Zealand）的伊迪丝·卡维尔之家、医院及村庄（安老社区）；
- 比利时布鲁塞尔首都地区于克勒市的伊迪丝·卡维尔医院；
- 英国彼得伯勒市伊迪丝·卡维尔医院，她曾经在那里接受过教育；
- 加拿大安大略省贝尔维尔市的伊迪丝·卡维尔地区护理学校；
- 伦敦斯特里汉姆区的伊迪丝·卡维尔外科手术室；
- 比利时奥堡（英语：Obourg）的伊迪丝·卡维尔疗养院；
- 诺威治东英吉利大学，2006年开学时将学校中的护理科大楼命名为伊迪丝·卡维尔大楼（ECB）。[34]

### 街道
- 比利时布鲁塞尔伊迪丝·卡维尔街（該地有一所以伊迪丝·卡维尔命名的医院，旁边是以前首所护理学校所在地-德拉文化街”）；
- 法国伊埃雷伊迪丝·卡维尔大道；
- 法国尼斯伊迪丝·卡维尔大街；
- 法国圣莫尔-德福塞卡维尔大街；
- 加拿大安大略省多伦多市怡陶碧谷卡维尔大街；
- 加拿大安大略省圭尔夫市卡维尔大街；
- 加拿大安大略省多伦多市紧邻丹福思大街（英语：The Danforth）的卡维尔大街；
- 美国新泽西州特伦顿卡维尔大街；
- 美国明尼苏达州明尼阿波利斯-圣保罗都会区卡维尔大街；
- 英格兰诺丁汉郡伍德贝克（Woodbeck）卡维尔巷（现已拆毁）；
- 英国赫特福德郡彼谢普斯托福卡维尔大道；
- 加拿大曼尼托巴省温尼伯市卡维尔大道；
- 英国普兹茅斯卡维尔大道；
- 英国埃塞克斯郡比勒里凯镇卡维尔路；
- 英格兰西萨塞克斯郡（原伍斯特郡）克劳利镇卡维尔路；[35]
- 英国诺维奇卡维尔路；
- 伦敦卡维尔大街（原名贝德福德大街），旁边是怀特查佩尔区（又称白教堂区）皇家伦敦医院，卡维尔曾於該地接受过培训；
- 新西兰达尼丁卡维尔大街;
- 新西兰里夫顿（英语：Reefton）卡维尔大街；
- 澳大利亚塔斯马尼亚西霍巴特（英语：West Hobart, Tasmania）卡维尔大街；
- 美国密歇根州韦斯特兰卡维尔大街；
- 英国斯蒂夫尼奇卡维尔大道；
- 彭德尔顿（英语：Pendleton, Greater Manchester）索尔福德卡维尔路；
- 伊迪丝·卡维尔大道，加拿大安大略省斯坦利港的一条路；
- 大曼彻斯特郡奥彭肖（英语：Openshaw）伊迪丝·卡维尔胡同；
- 英国赫尔河畔金斯顿伊迪丝·卡维尔法院；
- 英国Steeple Bumpstead（英语：Steeple Bumpstead）卡维尔道；
- 南非约翰内斯堡希尔布罗区伊迪丝·卡维尔街；
- 毛里求斯路易港伊迪丝·卡维尔街；
- 伦敦射手山（英语：Shooters Hill）伊迪丝·卡维尔路；
- 伊迪丝·卡维尔街，比利时奥斯滕德的一条街；
- 新西兰北部地区帕帕罗瓦（Paparoa）卡维尔护士巷；
- 伊迪丝·卡维尔街，葡萄牙里斯本的一条街；
- 伊迪丝·卡维尔街，比利时布鲁塞尔于克勒的一条街；
- 法国勒阿弗尔伊迪丝·卡维尔街；
- 法国塞纳河畔维提伊迪丝·卡维尔街；
- 法国阿尔克卡维尔街；
- 法国克雷伊伊迪丝·卡维尔街。

### 学校、房屋和学校建筑
- 加拿大安大略省温莎市一座中学，1987年关闭；
- 加拿大苏圣玛丽市一所小学，后更名为 S.F.豪小学；
- 卡维尔馆，林肯郡斯坦福高级中学（英语：Stamford High School, Lincolnshire）里的一幢房屋；
- 卡维尔馆，英国诺福克郡谢林汉姆高级中学（英语：Sheringham High School）里的一幢蓝屋；
- 卡维尔馆，新泽西女子学院（英语：Jersey College for Girls）中的一幢深蓝色房子；
- 卡维尔馆，印度加尔各答普拉特纪念中学（Pratt Memorial School）中的一幢绿屋；
- 卡维尔馆，印度孟买玛丽皇后学校中的一幢绿屋；
- 卡维尔馆，阿根廷奥利沃斯（Olivos）北岛学校（成立于1920年）的一幢建筑；
- 卡维尔馆，英国戈尔斯顿（英语：Gorleston）克利夫公园小学（Cliff Park Junior School）中的一幢红房子；
- 卡维尔馆，澳大利亚布里斯班圣艾丹圣公会女子学校（英语：St Aidan's Anglican Girls' School）中的第四幢蓝屋；
- 英国诺维奇的卡维尔小学；
- 加拿大安大略省圣凯瑟琳斯伊迪丝·卡维尔小学；
- 加拿大不列颠哥伦比亚省温哥华伊迪丝·卡维尔小学；
- 伊迪丝·卡维尔馆，印度德奥拉利镇巴恩斯学校中的绿屋；
- 英国贝德福德伊迪丝·卡维尔小学；
- 加拿大新不伦瑞克省蒙克顿市伊迪丝·卡维尔中学（英语：Edith Cavell School）,
- 诺福克郡的温登姆中学（英语：Wymondham College）有一座以她名字命名的寄宿大楼；
- 诺维奇学院路26号卡维尔馆，她的父母退休后住在那里；
- 英国伦敦哈克尼区的伊迪丝·卡维尔中学。

### 其它
- 彼得伯勒奎斯盖特购物中心（英语：Queensgate shopping centre）一座停车场（2011年11月被更名为彩色停车场）[36]
- 卡维尔冕状物，金星上的一个地质特征；
- 卡维尔花园，苏格兰因弗尼斯；
- 卡维尔馆，英国萨默塞特郡克利夫登的一座宾馆，她曾在那里度过了一段童年时光。
- 卡维尔公园，美国明尼苏达州明尼阿波利斯东北的一座游乐场[37]
- 伊迪丝死后，她的名字成为法国和比利时最受欢迎的女孩名字。在卡维尔被杀害后两个月出生的法国女歌手伊迪丝·琵雅芙，是其中最出名的；
- 伊迪丝·卡维尔桥（英语：Edith Cavell bridge），横跨于新西兰奥塔哥大区的沙特欧瓦河（英语：Shotover River）上；[38]
- 大英帝国女子组织在美国德克萨斯州休斯敦的伊迪丝·卡维尔分部；
- 伊迪丝·卡维尔护理奖学基金，达拉斯县社会医疗联盟基金会的一项慈善事业，专门用于奖励达拉斯及周边地区优秀的护理学员；
- 英国诺维奇汤姆布兰德（Tombland）伊迪丝·卡维尔酒吧；[39]
- 伊迪丝·卡维尔信托基金，由新南威尔士州护士协会（英语：New South Wales Nurses' Association）设立，用于向澳大利亚新南威尔士州护士提供的奖学金；
- 卡维尔车厢（英语：Cavell Van），将她的遗体从多佛运回伦敦的行李车厢；[40]
- 伊迪丝·卡维尔女士，一种在1917年首次培育成功的玫瑰品种，被以她的名字命名；[41]
- 卡维尔山（英语：Mount Edith Cavell），加拿大落基山脉在阿尔伯塔省境内的一座山峰，1931年以她的名字命名；[42]
- 1350赫兹卡维尔电台（英语：Radio Cavell），皇家奥尔德姆医院（英语：Royal Oldham Hospital）对工作人员和病人广播的慈善电台；
- 在美国密歇根州萊星頓（英语：Lexington, Michigan）的YWCA卡维尔营。

## 流行文化

### 电影、戏剧和电视

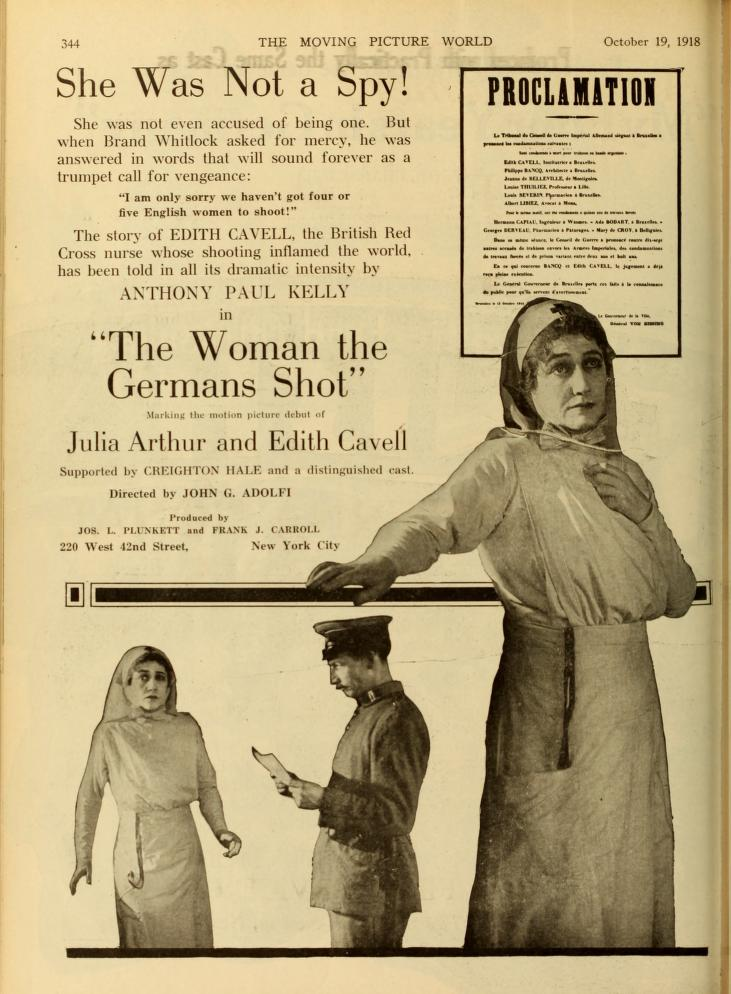
《德军枪杀的妇女》电影海报

- 第一部故事片电影是1916年澳大利亚拍摄的无声电影《卡维尔护士的殉难（英语：The Martyrdom of Nurse Cavell）》；不久之后是《卡维尔护士（英语：Nurse Cavell）》。
- 1918年约翰·G·阿道菲（英语：John G. Adolfi）执导了《德军枪杀的妇女》，朱莉娅·亚瑟（英语：Julia Arthur）主演卡维尔。
- 赫伯特·威尔科克斯（英语：Herbert Wilcox）1928年根据西比尔·桑代克（英语：Sybil Thorndike）创作的故事-《黎明》拍摄了一部无声电影，他将该片命名为《伊迪丝·卡维尔护士（英语：Nurse Edith Cavell）》(1939年)，安娜·尼格尔（英语：Anna Neagle）和乔治·桑德斯主演。
- 《卡维尔护士（英语：Nurse Cavell）》，一部1933年由塞西尔·斯科特·福雷斯特与卡尔·埃里克·贝克豪菲·罗伯茨（英语：C. E. Bechhofer Roberts）编写的三幕剧。
- 1980年电视系列节目第二集《为他们贡献我的一生（英语：To Serve Them All My Days (TV series)）》中，在一次对在校预备役军官训练营（英语：Officers' Training Corps）的演讲中提到了卡维尔。
- 2014年 BBC 连续剧最后一集《深红战场（英语：The Crimson Field）》中，在审讯琼·莱伍赛的姐姐时，曾提到卡维尔已被枪决。
- 在2005年比利时-法语公共频道 RTBF 播出的电视《最伟大的比利时人（英语：Les plus grands Belges）》期间，卡维尔被观众投票为第48届比利时最伟大的人。

### 音乐
- 《沉默的六月》专辑中的歌曲“世事不可强求”（Que Sera）是O'Hooley & Tidow（英语：O'Hooley & Tidow）来自于伊迪丝·卡维尔死刑的灵感。[43][44]
- 曼宁在2011年专辑《玛格丽特的孩子们》中的歌曲“艾米·夸特梅因”（Amy Quartermaine）也是基于卡维尔的人生。

## 备注
1. 1 2  贾德森, 海伦. . 美国护理杂志. 1941年7月: 第871页.
2. 1 2  昂格尔, 亚伯拉罕. 伊迪丝·卡维尔  HistoryNet.com, 2006年6月12日. 2011年2月7日
3. ↑  阿道夫·A·霍灵.(1955年4月), "伊迪丝·卡维尔的故事"; 《美国护理杂志》, 第1320页
4. ↑  柯罗威斯, P. (1996年). 一种强烈的责任感驱使伊迪丝·卡维尔护士庇护德国敌后的协约国士兵. 军事史, 18-21
5. 1 2 3  大不列颠英雄-2:伊迪丝·卡维尔的死刑. (2007). 英国遗产, 63-64
6. 1 2 3 4  Chisholm, Hugh (编). .  第12版. London & New York: The Encyclopædia Britannica Company. 1922.
7. 1 2 3 4 5 6 7  阿道夫·A·霍灵. (1957). "卡维尔的故事"; 《美国护理杂志》, 1320-1322
8. 1 2 3 4  斯科维尔,伊莉莎白. (1915年11月). "英雄护士"; 《美国护理杂志》: 118-120
9. ↑  华盛顿山新闻 1934年2月23日
10. ↑  棕榈滩每日经济新闻[] 1936年3月10日
11. 1 2 3  梅特·勒瓦尔.梅特·勒瓦尔有关伊迪丝·卡维尔的死刑 （页面存档备份，存于） 1915年10月12日 www.firstworldwar.com 2011年2月8日
12. ↑  .   [2014年6月23日]. （原始内容存档于2012年9月29日）.
13. 1 2  诺顿-泰勒, 理查德. . 卫报. 2005年10月11日  [2013年3月5日]. （原始内容存档于2012年10月24日）.
14. ↑  吉布森, 休·西蒙斯. . 格罗塞特和邓拉普. 1917年.古腾堡计划电子书-《来自我们驻比利时大使馆的日志》, 休·吉布森著. （页面存档备份，存于） 2013年5月3日检索
15. ↑  斯科维尔, 伊丽莎白(1915年11月), "英雄护士";《美国护理杂志》,第120页
16. 1 2 3 4 5 6  休斯, 安妮 - 玛丽·克莱尔(2005). "战争、性别及举国哀悼: 在英国伊迪丝·卡维尔的纪念及死亡意义";《欧洲历史回顾》, 425-444
17. 1 2  书评(1958年). 《美国护理杂志》,第940页
18. ↑  兰金, 尼古拉斯 "欺骗的天才, 如此狡诈地帮助英国赢得了两次世界大战." 牛津大学出版, 2008年,第36-37页. 兰金了引述了历史学家和二战英国情报官迈克尔·理查德·丹尼尔·福特发表的声明，也可查看卡维尔已经是英国秘密情报局和军情六处的一员 （页面存档备份，存于）. ISBN 978-0-19-538704-9.
19. ↑  http://www.bbc.co.uk/news/uk-england-25244361 （页面存档备份，存于） "第一次世界大战:伊迪丝·卡维尔和查尔斯雷亚特'烈士'" ,基利沃森 BBC 新闻, 2014年2月24日
20. ↑  斯特林·加恩牧师提供的情节 的存檔，存档日期2012-02-23.
21. ↑  "伊迪丝·卡维尔的枪决",斯特林·加恩回忆录 （页面存档备份，存于） 第六卷(1925年), 第 288-289页America: Great Crises In Our History Told by Its Makers (12 Vols)
22. ↑   亨利·F.克莱因. . . 1920.
23. 1 2  彼得森 1939年, 第61页
24. ↑  休斯 2005年, 第425页
25. 1 2 3 4  阿尔弗雷德·齐默尔曼. "一种防卫的执行" 纽约时报当代史, no. 3. 第481页. 纽约: 纽约时报公司, 1916年. 访问日期：2013年10月8日. http://books.google.com/books?id=FjsDAAAAYAAJ.
26. ↑  . 诺威治大教堂.   [2010-02-21]. （原始内容存档于2021-02-03）.
27. ↑  . Churchofengland.org. 2012-10-11  [2013-12-08]. （原始内容存档于2017-08-31）.
28. ↑  . Roll-of-honour.com.   [2013-12-08]. （原始内容存档于2019-06-02）.
29. ↑  石碑纪录片: WPA 电影资料库, 55654-1片段 （页面存档备份，存于）
30. ↑  古德温, 多丽丝·卡恩斯. . 西蒙与舒斯特. 1994年. ISBN 9780671642402.,来自博客的相关报导我知道什么(2012年3月8日) （页面存档备份，存于）.
31. ↑  石碑纪录片: 1920年卡维尔护士纪念碑 （页面存档备份，存于） at British Pathé.
32. ↑  路透社 (编), , 《道闸矿工报》 33 (9837) (新南威尔士州,布罗肯山), 1920年3月18日  [2013年3月4日], （原始内容存档于2015年6月2日）
33. ↑  Chantellegroup.com 的存檔，存档日期2011-09-12.
34. ↑  Comm.uea.ac.uk[]
35. ↑  Country, Black. . 黑色国家军号. 2005-01-06  [2013-12-08]. （原始内容存档于2012-05-13）.
36. ↑  . Bbc.co.uk. 2011-11-01  [2013-12-08]. （原始内容存档于2021-01-13）.
37. ↑  . Minneapolisparks.org.   [2013-12-08]. （原始内容存档于2013-12-12）.
38. ↑  .   [2014-06-27]. （原始内容存档于2013-02-10）.
39. ↑  伊迪丝·卡维尔 （页面存档备份，存于） 2010年3月2日检索
40. ↑  .   [2014-06-27]. （原始内容存档于2014-06-06）.
41. ↑  . Helpmefind.com.   [2013-12-08]. （原始内容存档于2019-06-11）.
42. ↑  . Findagrave.com.   [2013-12-08]. （原始内容存档于2014-12-17）.
43. ↑  贝琳达·奥胡莉说：“世事不可强求”旨在刻画“从女性的角度所看到的战争恐怖”并“探讨伊迪丝·卡维尔面对行刑队时可能产生的情感、声音和感觉”。. Gayleeds.com. 2010年  [2011年6月11日].[永久]
44. ↑  . Musos magazine. February 2011  [11 June 2011]. （原始内容存档于2012-10-13）. |issue=被忽略 (帮助)